# Václav Vojta
Václav Vojta (ur. 12 lipca 1917 w Mokrosuky, zm. 12 września 2000 w Monachium) – czeski neurolog dziecięcy, opracował metodę terapeutyczną nazwaną później metodą Vojty.

## Życiorys
Studiował medycynę na Uniwersytecie Karola w Pradze. Od 1952 pełnił funkcję konsultanta neurologa w Klinikach Dziecięcych Uniwersytetu Praskiego, a w lipcu 1954 został Kierownikiem Instytutu Mózgowego Porażenia Dziecięcego w uzdrowisku Železnice. We wrześniu 1956 został kierownikiem Oddziału Neurologii Dziecięcej Uniwersytetu Karola w Pradze, a od kwietnia 1961 był kierownikiem Kliniki Neurologii Dziecięcej w Pradze. W 1968 wyemigrował do Niemiec. Jesienią 1968 roku rozpoczął badania pracując na Uniwersytecie w Kolonii. Od 1975 pracował w Centrum Dziecięcym w Monachium, gdzie kierował działem rehabilitacji.
Po 1989 został profesorem neurologii dziecięcej i rehabilitacji na Uniwersytecie Karola w Pradze. W 1995 przeszedł na emeryturę, ale kontynuował pracę naukową.